# Notre-Dame-du-Hamel
Notre-Dame-du-Hamel és un municipi francès situat al departament de l'Eure i a la regió de Normandia. L'any 2007 tenia 209 habitants.

## Demografia

### Població
El 2007 la població de fet de Notre-Dame-du-Hamel era de 209 persones. Hi havia 96 famílies de les quals 35 eren unipersonals (21 homes vivint sols i 14 dones vivint soles), 29 parelles sense fills, 25 parelles amb fills i 7 famílies monoparentals amb fills.
La població ha evolucionat segons el següent gràfic:
Habitants censats

### Habitatges
El 2007 hi havia 184 habitatges, 100 eren l'habitatge principal de la família, 75 eren segones residències i 9 estaven desocupats. 173 eren cases i 6 eren apartaments. Dels 100 habitatges principals, 78 estaven ocupats pels seus propietaris, 20 estaven llogats i ocupats pels llogaters i 3 estaven cedits a títol gratuït; 4 tenien dues cambres, 21 en tenien tres, 29 en tenien quatre i 46 en tenien cinc o més. 62 habitatges disposaven pel capbaix d'una plaça de pàrquing. A 53 habitatges hi havia un automòbil i a 36 n'hi havia dos o més.

### Piràmide de població
La piràmide de població per edats i sexe el 2009 era:
| Homes | Edats   | Dones |
| ----- | ------- | ----- |
| 0     | 95 o +  | 0     |
| 0     | 90 a 94 | 4     |
| 4     | 85 a 89 | 4     |
| 0     | 80 a 84 | 0     |
| 4     | 75 a 79 | 4     |
| 16    | 70 a 74 | 4     |
| 12    | 65 a 69 | 20    |
| 16    | 60 a 64 | 0     |
| 4     | 55 a 59 | 8     |
| 8     | 50 a 54 | 0     |
| 0     | 45 a 49 | 0     |
| 4     | 40 a 44 | 8     |
| 4     | 35 a 39 | 4     |
| 0     | 30 a 34 | 4     |
| 12    | 25 a 29 | 4     |
| 0     | 20 a 24 | 4     |
| 4     | 15 a 19 | 0     |
| 0     | 10 a 14 | 8     |
| 4     | 5 a 9   | 4     |
| 8     | 0 a 4   | 0     |

## Economia
El 2007 la població en edat de treballar era de 115 persones, 83 eren actives i 32 eren inactives. De les 83 persones actives 73 estaven ocupades (39 homes i 34 dones) i 10 estaven aturades (4 homes i 6 dones). De les 32 persones inactives 16 estaven jubilades, 4 estaven estudiant i 12 estaven classificades com a «altres inactius».

### Ingressos
El 2009 a Notre-Dame-du-Hamel hi havia 106 unitats fiscals que integraven 227,5 persones, la mediana anual d'ingressos fiscals per persona era de 17.811 €.

### Activitats econòmiques
Dels 7 establiments que hi havia el 2007, 1 era d'una empresa extractiva, 1 d'una empresa de fabricació d'altres productes industrials, 1 d'una empresa de construcció, 1 d'una empresa de comerç i reparació d'automòbils, 2 d'empreses d'hostatgeria i restauració i 1 d'una empresa d'informació i comunicació.
Dels 2 establiments de servei als particulars que hi havia el 2009, 1 era una lampisteria i 1 restaurant.
L'any 2000 a Notre-Dame-du-Hamel hi havia 25 explotacions agrícoles que ocupaven un total de 1.190 hectàrees.

## Poblacions més properes
El següent diagrama mostra les poblacions més properes.